# Jesan
Okres Jesan (korejsky 예산군 – Jesan gun) je okres v provincii Jižní Čchungčchong v Jižní Koreji. Má rozlohu 542 čtverečních kilometrů a k roku 2019 v něm žilo přes 81 tisíc obyvatel.

## Poloha
Jesan leží ve střední části Jižního Čchungčchongu. Sousedí na jihu s Čchŏngjangem, na jihozápadě s Hongsŏngem, na západě se Sosanem, na severu s Tangdžinem, na severovýchodě s Asanem a na jihovýchodě s Kongdžu.

## Rodáci
- Jun Ponggil (1908–1932), bojovník za korejskou nezávislost
- Jun Dänjŏng (* 1962), spisovatel
- Pak Hjosin (* 1981), zpěvák
- Jun Siho (* 1984), fotbalista